# Pachnoda crassa
Pachnoda crassa är en skalbaggsart som beskrevs av Hermann Rudolph Schaum 1848. Pachnoda crassa ingår i släktet Pachnoda och familjen Cetoniidae.

## Underarter
Arten delas in i följande underarter:
- P. c. fairmairei
- P. c. discoidalis